# Guglielmo Arnone
Guglielmo Arnone (Milà, 1570 - Idem, 1630), va ser un organista i compositor de música sacra italià del Renaixement

## Biografia
Compositor i organista a Milà. Estudiant de Claudio Merulo entre 1584 i 1586.{nota, 1} Va ser nomenat organista de la catedral de Milà el 12 de desembre de 1591, amb un sou de 400 lires imperials i probablement va ocupar aquest càrrec fins al 1626, o va mantenir el càrrec fins a la seva mort.

## Llista d'obres corals
- De ore prudentis[2]
- Exurgat Deus a 6[2]
- Judica me Domine a 6[2]

## Publicacions
- "Magnificat" da 4 a 8 voci con basso continuo" (Milà, 1595)[2]
- Partitura del secondo libro delli motetti à cinque, & otto voci (Milan: Tini, 1599)
- Il primo libro de madrigali a sei voci (Venice: Amadino, 1600)[3]
- Sacrarum modulationum, quae vulgo motecta vocantur. Sex vocibus. Liber tertius (Venice: Amadino, 1602)
- Missa una, motecta, Magnificat, Litaniae B. Mariae Virginis, falsis bordonis et Gloria Patri qui octonis vocibus concinentur cum basso ad organum, Op. 6 (Venice: Gardano, 1625)